# Carya lecontei
Carya lecontei là một loài thực vật có hoa trong họ Óc chó. Loài này được Little mô tả khoa học đầu tiên năm 1943.